# ان‌جی‌سی ۷۲۳۶
ان‌جی‌سی ۷۲۳۶ (انگلیسی: NGC 7236) یک کهکشان عدسی شکل در حال تعامل است که در صورت فلکی اسب بزرگ واقع شده است.  در فاصله حدود ۳۰۰ میلیون سال نوری از زمین قرار دارد، که با توجه به ابعاد ظاهری آن، به این معنی است که NGC 7236 حدود ۱۵۰۰۰۰ سال نوری وسعت دارد. آلبرت مارت این کهکشان در ۲۵ اوت ۱۸۶۴ آن را کشف کرد.